# قطار شهری اشتوتگارت
قطار شهری اشتوتگارت (آلمانی: Stuttgart Stadtbahn) سامانه قطار سبک شهری در اشتوتگارت، آلمان است.
این قطار شهری که در سال ۱۹۸۵ تأسیس شده دارای ۱۵ خط، ۲۰۳ ایستگاه و ۱۳۰ کیلومتر طول است.

## نگارخانه

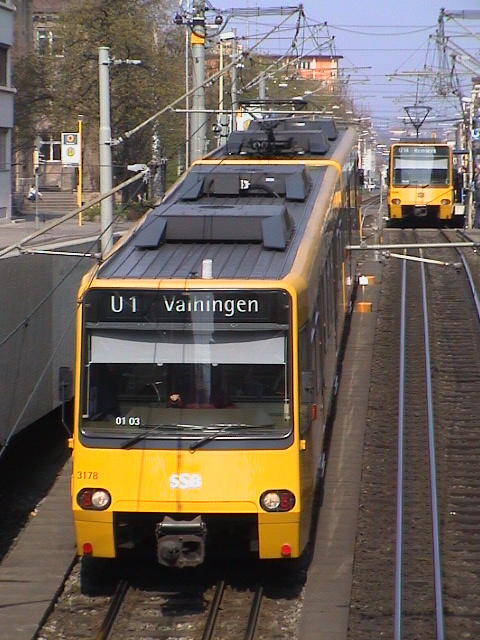
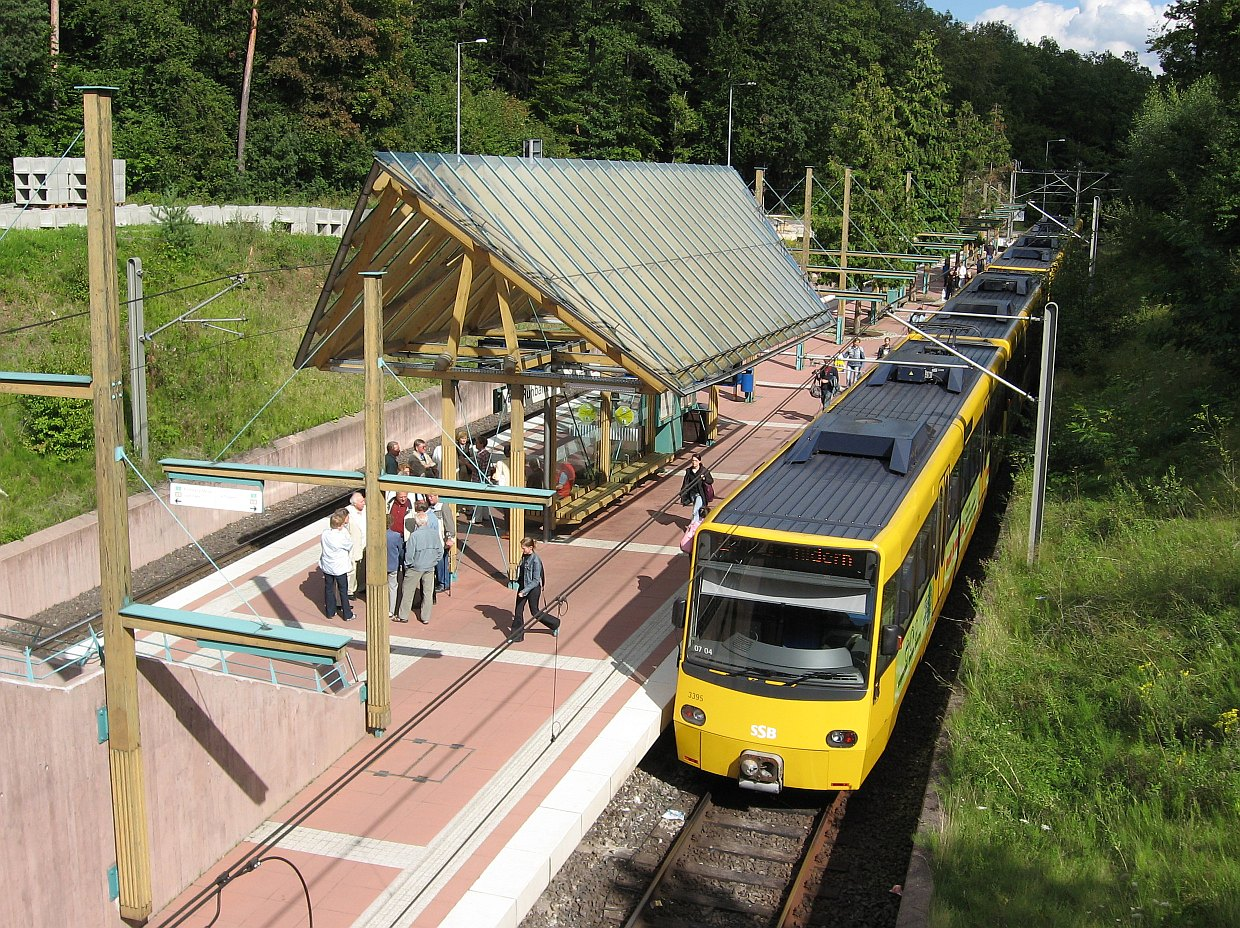
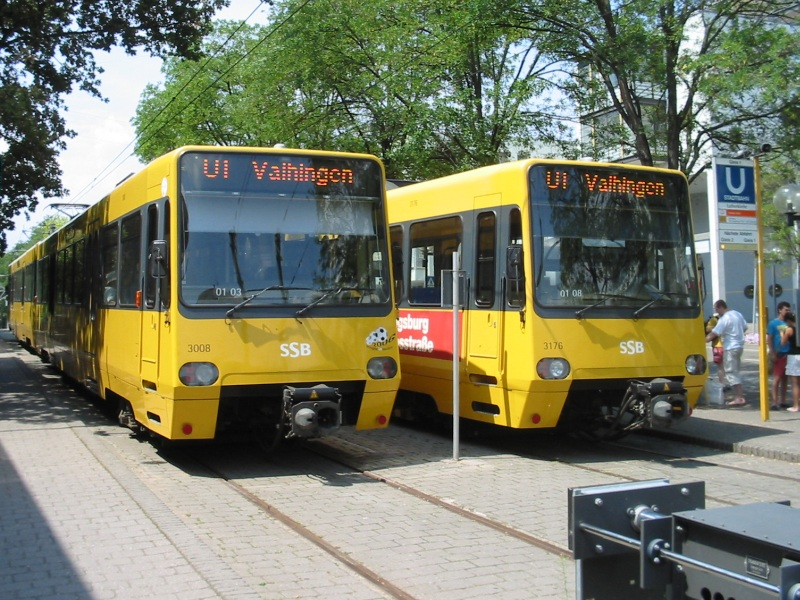